# Claudio Cipolla
Claudio Cipolla (Goito, 11 febbraio 1955) è un vescovo cattolico italiano, dal 18 luglio 2015 135º vescovo di Padova.

## Biografia
Claudio Cipolla nasce a Goito, in provincia e diocesi di Mantova, l'11 febbraio 1955.

### Formazione e ministero sacerdotale
Nel 1966 è entrato nel seminario di Mantova.
Il 16 dicembre 1978 è stato ordinato diacono e il 24 maggio 1980 viene ordinato presbitero dal vescovo Carlo Ferrari.
Durante il suo ministero sacerdotale ha svolto molti incarichi sia a livello diocesano sia a quello nazionale, rappresentando sempre la diocesi mantovana.
È stato infatti, oltre che vicario parrocchiale dal 1980 al 1990 anche parroco della parrocchia di Sant'Antonio di Porto Mantovano dal 1998 fino al 2015.
Nel 1990 riceve l'incarico da parte del vescovo Egidio Caporello a direttore della Caritas diocesana di Mantova e nel 2008, una volta concluso il medesimo incarico, viene nominato dal nuovo vescovo Roberto Busti vicario episcopale per il settore pastorale, ruolo che manterrà fino alla nomina episcopale.
Nell'ambito dell'A.G.E.S.C.I. è stato assistente della Branca Esploratori e Guide dal 1988 al 1990 e dal 1990 fino al 1992 assistente provinciale.

### Ministero episcopale
Il 18 luglio 2015 papa Francesco lo nomina vescovo di Padova; succede ad Antonio Mattiazzo, ritiratosi per raggiunti limiti di età. Il 27 settembre successivo riceve l'ordinazione episcopale, nella basilica di Sant'Andrea a Mantova, dal vescovo di Mantova Roberto Busti, co-consacranti il patriarca di Venezia Francesco Moraglia, il vescovo emerito di Mantova Egidio Caporello, di origini padovane, e il vescovo Nunzio Galantino, segretario generale della Conferenza Episcopale Italiana. Il 18 ottobre prende possesso della diocesi, diventando così anche vice gran cancelliere della Facoltà teologica del Triveneto.
Dopo poche settimane dall'ingresso in diocesi, balza alle cronache nazionali per aver proposto di fare "tanti passi indietro" sui simboli natalizi, pur di mantenere relazioni fraterne coi non cristiani. A causa di tali esternazioni, si guadagna le critiche di alcuni esponenti veneti della Lega Nord, tra cui il presidente del Veneto Luca Zaia e l'allora sindaco di Padova Massimo Bitonci.
Alla Giornata mondiale della gioventù 2016 di Cracovia indice il sinodo dei giovani, iniziato ufficialmente il 3 giugno 2017, veglia di Pentecoste, e concluso ufficialmente sempre durante la veglia di Pentecoste dell'anno successivo, la sera del 19 maggio 2018.
Il 26 febbraio 2021, con la pubblicazione di una lettera rivolta alla diocesi, propone un cammino sinodale per la diocesi patavina. Il successivo 16 maggio, solennità dell'Ascensione, indice il sinodo diocesano, che viene aperto il 5 giugno 2022, solennità di Pentecoste, e si conclude il 25 febbraio 2024. 
Il 22 dicembre 2024, come segno post-sinodale, ha elevato la chiesa dell'Opera della Provvidenza Sant'Antonio, a Sarmeola di Rubano, a santuario diocesano "Maria Madre della Provvidenza".

## Stemma
Lo stemma è diviso in due parti:
- la prima è in sfondo rosso, colore della carità e del sangue; in questa è presente una brocca, attribuita a san Prosdocimo, primo vescovo di Padova;
- la seconda è in sfondo argentato, colore della trasparenza e della Giustizia; in questa sono presenti delle gocce rosse, riferimento alla diocesi di Mantova e ai Sacri Vasi, presenti nella basilica di Sant'Andrea, in cui la leggenda racconta siano presenti frammenti di terra intrisi del Preziosissimo Sangue di Nostro Signore Gesù Cristo.

## Genealogia episcopale e successione apostolica
La genealogia episcopale è:
- Cardinale Scipione Rebiba
- Cardinale Giulio Antonio Santori
- Cardinale Girolamo Bernerio, O.P.
- Arcivescovo Galeazzo Sanvitale
- Cardinale Ludovico Ludovisi
- Cardinale Luigi Caetani
- Cardinale Ulderico Carpegna
- Cardinale Paluzzo Paluzzi Altieri degli Albertoni
- Papa Benedetto XIII
- Papa Benedetto XIV
- Papa Clemente XIII
- Cardinale Enrico Benedetto Stuart
- Papa Leone XII
- Cardinale Chiarissimo Falconieri Mellini
- Cardinale Camillo Di Pietro
- Cardinale Mieczysław Halka Ledóchowski
- Cardinale Jan Maurycy Paweł Puzyna de Kosielsko
- Arcivescovo Józef Bilczewski
- Arcivescovo Bolesław Twardowski
- Arcivescovo Eugeniusz Baziak
- Papa Giovanni Paolo II
- Cardinale Carlo Maria Martini, S.I.
- Cardinale Dionigi Tettamanzi
- Vescovo Roberto Busti
- Vescovo Claudio Cipolla

La successione apostolica è:
- Vescovo Renato Marangoni (2016)
- Vescovo Giampaolo Dianin (2022)
- Vescovo Giuseppe Alberti (2023)